# FIBA Europe League 2004-2005
Navigation
Édition précédente Édition suivante
La FIBA Europe League de basket-ball 2004-2005 est la 2e édition de la troisième compétition européenne de clubs de basket-ball, aujourd'hui connue sous le nom d'EuroChallenge.

## Déroulement
La compétition est ouverte à trente équipes issues de quinze pays. 
Les trente équipes sont réparties en quatre groupes de 7 (groupes A et C) ou 8 participants (groupes B et D). Les quatre premières équipes de chaque groupe se qualifient pour les huitièmes de finale. Les équipes se départagent en huitièmes de finale, puis en quarts de finale au meilleur de trois rencontres sous forme de matchs aller et retour. Le troisième match a lieu sur le terrain de l'équipe la mieux classée à l'issue des matchs de qualification.
Les demi-finales et la finale se jouent sous la forme d'un Final Four à Istanbul ( Turquie)

## Équipes participantes
| Pays                 | nombre d'équipes | Équipes                | Équipes              | Équipes               | Équipes                  |
| -------------------- | ---------------- | ---------------------- | -------------------- | --------------------- | ------------------------ |
| Russie               | 4                | Ural Great Perm        | UNICS Kazan          | Khimki Moscou         | Dynamo Saint-Pétersbourg |
| Israël               | 4                | Bnei Hasharon          | Hapoël Galil Elyon   | Hapoël Tel-Aviv       | Ironi Nahariya           |
| Grèce                | 3                | Ionikos NF             | Iraklis Salonique    | Olympia Larissa BC    |                          |
| Ukraine              | 3                | BK Kiev                | Azovmach Marioupol   | Khimik Youjne         |                          |
| France               | 3                | SIG Strasbourg         | Paris Basket Racing  | JDA Dijon             |                          |
| Turquie              | 3                | Beşiktaş JK            | Fenerbahçe Ülkerspor | Tuborg Pilsener Izmir |                          |
| Belgique             | 2                | Pepinster              | Dexia Mons-Hainaut   |                       |                          |
| Pologne              | 1                | Anwil Włocławek        |                      |                       |                          |
| Serbie-et-Monténégro | 1                | KK Lavovi Belgrade     |                      |                       |                          |
| Pays-Bas             | 1                | Astronauts Amsterdam   |                      |                       |                          |
| Macédoine            | 1                | Rabotnički             |                      |                       |                          |
| Allemagne            | 1                | BS Energy Braunschweig |                      |                       |                          |
| Chypre               | 1                | Lemesos Limassol       |                      |                       |                          |
| République tchèque   | 1                | ECM Nymburk            |                      |                       |                          |
| Bulgarie             | 1                | BK CSKA Sofia          |                      |                       |                          |

Note : L'équipe de Brighton Bears ( Royaume-Uni) et celle de Peristéri BC ( Grèce), initialement prévues dans la compétition, se sont désistées avant le début du tour de qualification

## Compétition

### Huitièmes de finale
| Équipe 1            | Cumul | Équipe 2                 | match aller | match retour | match d'appui |
| ------------------- | ----- | ------------------------ | ----------- | ------------ | ------------- |
| Hapoël Tel-Aviv     | 0 - 2 | Fenerbahçe Ülkerspor     | 71 - 83     | 74 - 88      |               |
| Paris Basket Racing | 0 - 2 | BK Kiev                  | 84 - 88     | 71 - 72      |               |
| Khimik Youjne       | 0 - 2 | UNICS Kazan              | 63 - 70     | 51 - 69      |               |
| ČEZ Nymburk         | 0 - 2 | Dynamo Saint-Pétersbourg | 93 - 101    | 86 - 90      | -             |
| Ironi Nahariya      | 2 - 0 | Astronauts Amsterdam     | 76 - 65     | 93 - 87      |               |
| SIG Strasbourg      | 1 - 2 | Beşiktaş JK              | 71 - 89     | 83 - 67      | 75 - 89       |
| Khimki Moscou       | 2 - 0 | JDA Dijon                | 87 - 78     | 102 - 79     |               |
| Azovmach Marioupol  | 2 - 1 | Tuborg Pilsener Izmir    | 101 - 90    | 76 - 90      | 95 - 86       |

### Quarts de finale
| Équipe 1             | Cumul | Équipe 2                 | match aller | match retour | match d'appui |
| -------------------- | ----- | ------------------------ | ----------- | ------------ | ------------- |
| Fenerbahçe Ülkerspor | 2 - 1 | Beşiktaş JK              | 70 - 67     | 64 - 81      | 93 - 73       |
| Ironi Nahariya       | 1 - 2 | BK Kiev                  | 93 - 88     | 72 - 83      | 83 - 90       |
| Khimki Moscou        | 2 - 1 | UNICS Kazan              | 95 - 85     | 75 - 83      | 98 - 80       |
| Azovmach Marioupol   | 0 - 2 | Dynamo Saint-Pétersbourg | 77 - 88     | 72 - 81      | -             |

### Final Four
Le Final Four se passe à Istanbul. Les vainqueurs des quarts de finale y participent.
|  | Demi-finales         | Demi-finales      |                     |    | Finale            | Finale            |
|  | Demi-finales         | Demi-finales      |                     |    | Finale            | Finale            |
|  |                      |                   |                     |    |                   |                   |
|  | 27 avril, 17 h 45    | 27 avril, 17 h 45 |                     |    | 28 avril, 20 h 00 | 28 avril, 20 h 00 |
|  | 27 avril, 17 h 45    | 27 avril, 17 h 45 |                     |    | 28 avril, 20 h 00 | 28 avril, 20 h 00 |
|  | Dyn. St-Pétersbourg  | 92                |                     |    | 28 avril, 20 h 00 | 28 avril, 20 h 00 |
|  | Dyn. St-Pétersbourg  | 92                |                     |    | 28 avril, 20 h 00 | 28 avril, 20 h 00 |
|  | BC Khimki Moscou     | 81                |                     |    | 28 avril, 20 h 00 | 28 avril, 20 h 00 |
|  | BC Khimki Moscou     | 81                | Dyn. St-Pétersbourg | 85 |                   |                   |
|  | 27 avril, 20 h 00    |                   | Dyn. St-Pétersbourg | 85 |                   |                   |
|  |                      | BK Kiev           | 74                  |    |                   |                   |
|  | BK Kiev              | BK Kiev           | 74                  | 88 |                   |                   |
|  | BK Kiev              |                   |                     | 88 |                   |                   |
|  | Fenerbahçe Ülkerspor | 72                |                     |    |                   |                   |
|  | Fenerbahçe Ülkerspor | 72                | 3e place            |    |                   |                   |
|  |                      |                   |                     |    |                   |                   |
|  | 28 avril, 17 h 45    |                   |                     |    |                   |                   |
|  |                      |                   |                     |    |                   |                   |
|  | BC Khimki Moscou     | 86                |                     |    |                   |                   |
|  | BC Khimki Moscou     | 86                |                     |    |                   |                   |
|  | Fenerbahçe Ülkerspor | 74                |                     |    |                   |                   |
|  | Fenerbahçe Ülkerspor | 74                |                     |    |                   |                   |

## Leaders de la compétition

### Points
| #  | Joueur      | Équipe        | Matchs joués | Points marqués | PPM   |
| -- | ----------- | ------------- | ------------ | -------------- | ----- |
| 1. | Alvin Young | Bnei Hasharon | 11           | 249            | 22,64 |

### Rebonds
| #  | Joueur   | Équipe             | Matchs joués | Rebonds | RPM   |
| -- | -------- | ------------------ | ------------ | ------- | ----- |
| 1. | Art Long | Azovmach Marioupol | 15           | 178     | 11,87 |

### Passes
| #  | Joueur         | Équipe      | Matchs joués | Passes | PaPM |
| -- | -------------- | ----------- | ------------ | ------ | ---- |
| 1. | Khalid El-Amin | Beşiktaş JK | 20           | 143    | 7,15 |